# Dania ben Sassi
Dania Ben Sassi (en tamazight: ⴷⴰⵏⵉⴰ ⴱⴻⵏ ⵙⴰⵙⵉ) (en árabe: دانيا بن ساسي) es una cantante libia de etnia amazigh nacida en 1998, cuya música se hizo viral durante la primera guerra civil libia, debido a que su música apoyaba la resistencia de los imazighen y es cantada en lengua tamazight.

## Primeros años de vida
Dania Ben Sassi nació en Belgrado, Serbia, en 1998, es hija de un padre libio de Zuwara y de una madre serbia, su padre se había visto obligado a exiliarse en Serbia, después de huir del régimen del dictador Muamar el Gadafi, debido a su activismo por los derechos de los imazighen en Libia. Ben Sassi habla tamazight, serbio y árabe libio con fluidez y puede escribir en tifinagh, Dania estudió economía en la Universidad de Belgrado.

## Carrera musical
La música de Ben Sassi está inspirada en los habitantes imazighen de Libia y en su resistencia a la asimilación cultural. La mayoría de su música y sus letras están escritas por su padre, quien también es su mánager. 
Su influencia activista es clara, ya que la música de Ben Sassi está firmemente anclada en la identidad del pueblo amazigh libio. Dania exige que la Constitución de Libia reconozca a las lenguas bereberes.
El tamazight fue severamente reprimido en Libia cuando el dictador Muamar el Gadafi estaba en el poder.
Debido a la circulación de sus canciones en la red de Internet, Dania se convirtió en un ícono cultural durante los levantamientos democráticos que precedieron a la primera guerra civil libia.
La cantante ha sido descrita como: "La golondrina de la primavera amazigh en Libia", por el escritor Lhoussain Azergui. La historia del pueblo amazigh ha inspirado gran parte de la música de Ben Sassi, por ejemplo el tema Numidya, toma el nombre del antiguo reino bereber de Numidia. 
En 2011, Ben Sassi lanzó la canción: "Nuestra estrella revolucionaria", en idioma tamazight, según la investigadora política Nadine Schnelzer esto es un hecho notable en sí mismo.
La canción y su música en general elogian los sacrificios realizados por los libios durante la revolución, ello explica por qué Dania se ha convertido en un icono del movimiento de liberación amazigh libio.
Su música también aborda las cuestiones de género, a las que se enfrentan el pueblo libio y la comunidad amazigh.
En 2013, Ben Sassi actuó en la televisión francesa, en un programa del canal France 2 titulado: "La nuit du Ramadan", (en español: La noche del Ramadán).

## Discografía
- Tidet / La verdad - تيدت - ⵜⵉⴷⴻⵜ
- Agrawli itri-nneɣ / Nuestra estrella revolucionaria
- Numidya / Numidia - نوميديا - ⵏⵓⵎⵉⴷⵢⴰ
- Abrid n Tilelli / El camino hacia la libertad.
- Sfeḍ imeṭṭawen-im a weltma / Límpiate las lágrimas, hermana mía.